# Youngtown (Arizona)
Pour les articles homonymes, voir Youngtown.
Youngtown est une ville dans le comté de Maricopa, en Arizona, aux États-Unis. Elle fait partie de la banlieue de Phoenix.

## Démographie
En 2007, sa population était de 4 880 habitants pour une densité de 1 435 hab/km2.
| 1970  | 1980  | 1990  | 2000  | 2010  | - |
| ----- | ----- | ----- | ----- | ----- | - |
| 1 886 | 2 254 | 2 542 | 3 010 | 6 156 | - |